# 2011 في كرواتيا
فيما يلي قوائم الأحداث التي وقعت خلال عام 2011 في كرواتيا.

## سياسة

### تعيين في المنصب
- 23 ديسمبر – زوران ميلانوفيتش قائمة رؤساء وزراء كرواتيا.

### انتهاء فترة المنصب
- 22 ديسمبر – ايفو ساندر عضو البرلمان الكرواتي ‏.
- 23 ديسمبر – يادرانكا كوسور قائمة رؤساء وزراء كرواتيا.

## برامج ومسلسلات وأنمي
- لارا

## وفيات

### فبراير
- 12 فبراير – ماتو داميانوفيتش (مواليد 1927) لاعب شطرنج كرواتي.

### يونيو
- 24 يونيو – توميسلاف إيفيتش (مواليد 1933)